# Viejos amigos
Viejos amigos es una película de comedia peruana, ópera prima del director Fernando Villarán Luján, estrenada en el 2014. El rasgo más destacado de la película es la importancia del trío protagónico en el panorama de la interpretación peruana. Está  protagonizada por Ricardo Blume, Carlos Gassols y Enrique Victoria, y antagonizada por Teddy Guzmán.

## Argumento
Tres ancianos amigos: Balito (Ricardo Blume), Domingo (Carlos Gassols) y Villarán (Enrique Victoria), se reúnen con motivo del funeral de su amigo en común, Kike. Allí, recuerdan que éste deseaba que sus cenizas fuesen esparcidas en el mar cercano al Callao, su ciudad natal. En el mismo funeral, Balito roba las cenizas de Kike, acción que desencadena un viaje en el que los tres recuerdan todo tipo de anécdotas al mismo tiempo que huyen de la viuda de Kike, Leticia (Teddy Guzmán). Durante su aventura toma gran importancia la afición de los tres por el equipo de fútbol local, Sport Boys Association, cosa que les hace relacionarse con un grupo de tres jóvenes también hinchas del club. En dicho viaje por el pasado en el presente, su vieja amistad se renovará.

## Reparto
- Ricardo Blume como Balo «Balito» Arrieta.
- Carlos Gassols como Domingo Culotti.
- Enrique Victoria Fernández como Ricardo Villarán.
- Teddy Guzmán como Leticia.
- Carlos Victoria como Gerardito.
- Lorena Caravedo como Rosita: La hija de Domingo.
- Carlos Montalvo como Caochi: Uno de los aficionados al Sport Boys Association.
- Emanuel Soriano como Charly: Uno de los aficionados al Sport Boys Association.
- Ricardo Mendoza como Willy: Uno de los aficionados al Sport Boys Association.
- Diego Akamine como Héctor.
- Mayra Couto como Zenobia.[3]
- César Ritter como Sacerdote.
- Hertha Cárdenas como Delia.
- Félix Balvin como Policía patrullero.
- César Valer como Policía de comisaría.
- Francois Macedo como Policía de comisaría.
- Juan de Dios Soto como Enfermero de asilo.
- Patricia Espinoza como Hija de Leticia.
- Daniel Britto como Hijo de Leticia.
- Juan José Valdivia como Doctor de hospital.
- Emanuel Ronceros como Cuidador de carro.
- Andrés Urra como Muchacho en la casa de Zenobia.
- Valentino Astuvilca como Bebé de Rosita.
- Eduardo Alonso Delgado como Barman.
- Jonathan Oliveros como Vendedor de minimarket.
- Mayra Solari como Chica de discoteca.
- Daniel Peredo como Comentarista de radio.
- Mario Castro, Arturo Arroyo y Omar Peña como Músicos.
- Elena Olasagaste

## Banda sonora
- «Guajira pa' mi barrio» – Chaqueta Piaggio
- «Vamos Boys» – Eduardo Castillo
- «Valeriano» – Carlos Castillo
- «Idolo» – Carmen Lara
- «El pirata» – Rómulo Varillas y Fernando Loli
- «Nostalgia chalaca» – Rosa Guzmán
- «El muerto» – Ray Callao
- «Caballo viejo» – Mario Castro, Arturo Arroyo y Omar Peña
- «El guardián» – Lourdes Carhuas
- «Amor iluso» – Juan Alberto Córdova
- «La gata» – Nandy X y MC Tito
- «Simplemente calle» – Emanuel Soriano
- «Negrita linda» – Willy Cano y Carlos Ayala
- «El tiempo y la marea» – Ray Callao

## Premios y nominaciones
El proyecto de la película es premiado en 2011 en el Conacine - Concurso Extraordinario de Proyectos de Obras Cinematográficas Peruanas de Largometraje.
Estuvo nominada a mejor película en el 18° Festival de Cine de Lima, en la que gana el premio Titra a la película peruana más votada por el público.
En 2014, se premia a la película, al director y a los actores protagónicos, por el Ministerio de la Mujer y Poblaciones Vulnerables.